# Knockalongy and Knockachree Cliffs SAC
Knockalongy and Knockachree Cliffs SAC este o arie protejată (arie specială de conservare — SAC, sit de importanță comunitară — SCI) din Irlanda întinsă pe o suprafață de 115,55 ha, integral pe uscat.

## Localizare
Centrul sitului Knockalongy and Knockachree Cliffs SAC este situat la coordonatele 54°12′22″N 8°44′21″W / 54.2061°N 8.7393°V.

## Înființare
Situl Knockalongy and Knockachree Cliffs SAC a fost declarat sit de importanță comunitară în mai 1998 pentru a proteja 1 specie de animale. Situl a fost protejat și ca arie specială de conservare în mai 2016.

## Biodiversitate
Situată în ecoregiunea atlantică, aria protejată conține 5 habitate naturale: Ape oligotrofe din câmpii nisipoase, cu un conținut foarte redus de minerale (Littorelletalia uniflorae), Pajiști umede nord-atlantice cu Erica tetralix, Turbării de acoperire (* exclusiv pentru turbării active), Pante stâncoase calcaroase cu vegetație casmofită, Pante stâncoase silicioase cu vegetație casmofită.
La baza desemnării sitului se află o specie protejată de  păsări: șoim călător (Falco peregrinus).
Pe lângă speciile protejate, pe teritoriul sitului au mai fost identificate 2 specii de plante.